# Fischtest

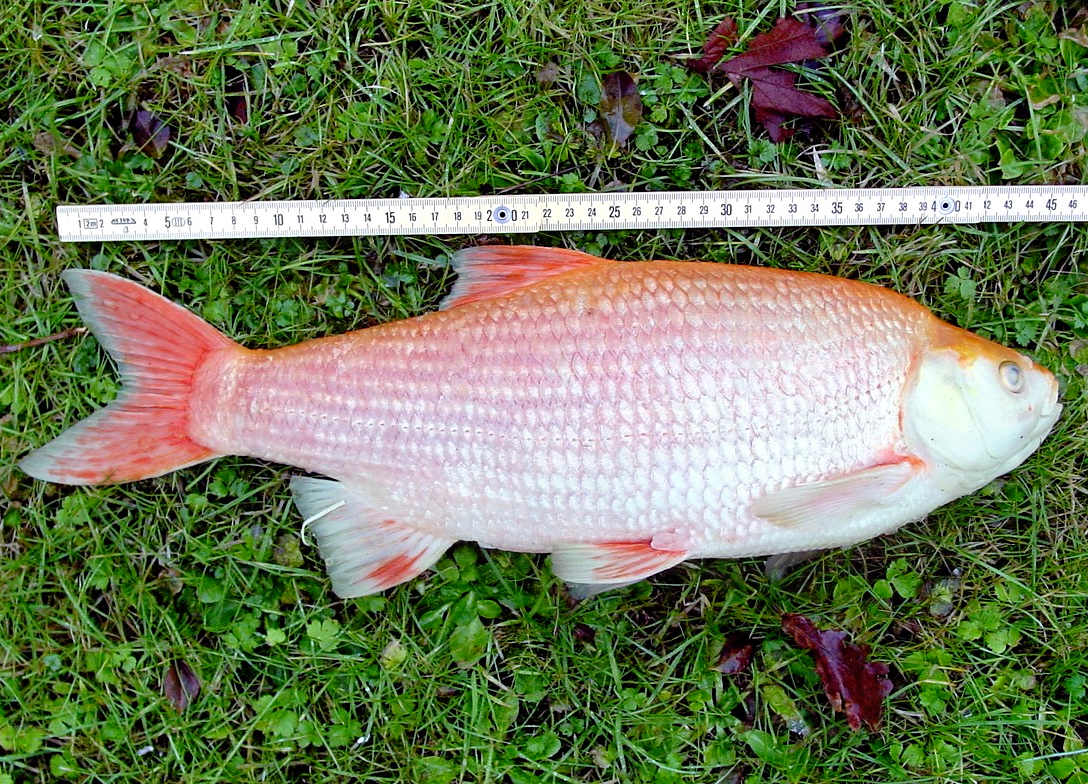
Eine Goldorfe

Als Fischtest werden verschiedene Untersuchungen von Schadstoffen in Gewässern bzw. wässrigen Medien bezeichnet.

## Akute Toxizität
Der OECD-Test 203 prüft die akute Toxizität einer Testsubstanz auf Fische.
Die Fische werden 96 h lang der Prüfsubstanz in verschiedenen Konzentrationen ausgesetzt. Nach 24, 48 und 72 Stunden werden die Mortalitäten erfasst. Damit kann die Dosis-Wirkungsbeziehung (LC50) errechnet werden. Die höchste Konzentration, bei der alle Fische überleben, wird als LC0 und die niedrigste, bei der alle Fische sterben, als LC100 bezeichnet.
Die Vorschrift erlaubt folgende Fischarten: Brachydanio rerio (Zebrabärbling), Pimephales promelas (Elritze), Cyprinus carpio (Karpfen), Poecilia reticulata (Guppy), Lepomis macrochirus (Sonnenbarsch) und Oncorhynchus mykiss (Regenbogenforelle).

## Abwassertoxizität
Der Fischtest nach DIN 38412-L31, auch bekannt als Goldorfentest, ist ein Test für die Toxizität von Abwässern. Dieser Biotest wird mit Goldorfen, einer Zuchtform des Alands (Leuciscus idus) durchgeführt. Der Tierversuch hat zum Ziel, festzustellen, ab welcher Verdünnung des Abwassers alle Tiere 48 Stunden überleben. Das Ergebnis ist der kleinste ganzzahlige Wert der Verdünnungsstufe des Abwassers (GF-Wert).
Er war bis zum Frühjahr des Jahres 2004 für die Feststellung der Fischgiftigkeit von Abwässern in der Abwasserverordnung vorgeschrieben und wurde am 1. Januar 2005 (auch zu Zwecken der Gebührenerhebung laut Abwasserabgabengesetz) durch den Fischeitest ersetzt. Hierbei kommen Eier des Zebrabärblings zum Einsatz, der ermittelte Wert wird als GEi bezeichnet.

## Gewässerüberwachung
Im Kerren-Strömungsfischtest (1971) müssen Goldorfen gegen eine in periodischen Abständen erzeugte Strömung schwimmen und dabei automatisch überwacht werden. Sind die Fische (durch Schadstoffe) derartig geschwächt, dass sie ihre Schwimmposition nicht mehr halten können, so werden sie von der Strömung mitgerissen. Häufen sich die Fehlermeldungen durch das Abtreiben der Goldorfen, so wird ein Alarm ausgelöst.
Der Strömungsfischtest wurde seit 1972 in mehreren Gewässern in Deutschland zur Überwachung eingesetzt und schrittweise vom dynamischen Daphnientest abgelöst. Heute ist er aus Gründen des Tierschutzes sowie seiner geringen Empfindlichkeit in Deutschland nicht mehr zugelassen.